# Козленко, Анатолий Владимирович
Анатолий Владимимрович Козленко (укр. Анатолій Володимирович Козленко; род. 31 мая 2002, Киев) — украинский футболист, защитник казахстанского клуба «Кызыл-Жар».

## Карьера
1 июля 2023 года подписал контракт с клубом «Гагра» Тбилиси. 22 июля 2023 года в матче против клуба «Самгурали» дебютировал в кубке Грузии. 5 августа 2023 года в матче против клуба «Самгурали» дебютировал в чемпионате Грузии.
12 февраля 2024 года перешёл в кыргызстанский клуб «Дордой». 30 марта 2024 года в матче против клуба «Талант» дебютировал в чемпионате Кыргызстана. 5 мая 2024 года в матче против клуба «Кыргызалтын» дебютировал в кубке Кыргызстана.
12 января 2025 года стал игроком казахстанского клуба «Кызыл-Жар».

## Статистика
| Игровая карьера | Игровая карьера | Игровая карьера | Лига | Лига | Кубок | Кубок | Межд. | Межд. | Др. | Др. |
| --------------- | --------------- | --------------- | ---- | ---- | ----- | ----- | ----- | ----- | --- | --- |
| 2021/22         | Волен           | Г               | 14   | 0    | —     | —     | —     | —     | 2   | 0   |
| 2022/23         | Волен           | Г               | 28   | 1    | 3     | 0     | —     | —     | —   | —   |
| 2023            | Гагра (Тбилиси) | А               | 7    | 0    | 1     | 0     | —     | —     | —   | —   |
| 2024            | Дордой          | А               | 3    | 0    | 2     | 0     | —     | —     | —   | —   |
| 2025            | Кызыл-Жар       | А               | —    | —    | —     | —     | —     | —     | —   | —   |